# Drammenbanen
Drammenbanen – zelektryfikowana linia kolejowa w Norwegii z Drammen do Oslo o długości 52,86 km oddana do użytku w roku 1872.

## Przebieg
Na trasie znajduje się 15 tuneli (w tym Lieråsen o długości 10 723 km, drugi pod względem długości w Norwegii). Dodatkowo jest na niej 15 mostów kolejowych w tym dwa najdłuższe w kraju: na rzece Strømsøløpet o długości 453 i 451 m.

## Historia
Linia została otwarta w roku 1872 i na początku liczyła 53,1 km i było na niej siedem stacji. Jak wszystkie budowane wówczas koleje w Norwegii była wąskotorowa (1067 mm). W 1881 linię połączono z linią Vestfoldbanen. Podczas I wojny światowej poszerzono tor do obowiązujących w Europie standardów 1435 mm. W 1958 oddano do użytku drugi tor między Sandvika i Asker. W 1962 roku Storting zatwierdził skrócenie linii przez wybudowanie tumnelu między Asker a Lier. Tunel oddano do użytku w roku 1973 a skrócił on trasę o 12,6 km Ostatni odcinek dwutorowy między Brakerøya a Drammen oddano do użytku w 1996.

## Linia w ruchu lokalnym
Linia jest wykorzystywana w systemie SKM.
- Pociągi linii 400 odjeżdżają co pół godziny; część pociągów nie zatrzymuje się na wszystkich stacjach[4].

| Numer | Stacja początkowa | stacja końcowa |
| ----- | ----------------- | -------------- |
| 400   | Drammen           | Lillestrøm     |
| 440   | Skien             | Dal            |

- Pociągi linii 440 odjeżdżają co godzinę; od Asker jadą trasą Askerbanen[5].

SKM Oslo

- Gulskogen
- Drammen
- Brakerøya
- Lier
- Asker
- Høn
- Vakås
- Hvalstad
- Billingstad
- Slependen
- Sandvika
- Blommenholm
- Høvik
- Stabekk
- Lysaker
- Skøyen
- Nationaltheatret
- Oslo Sentralstasjon